# Пожар в Толчковской слободе (1767)
Ярославский пожар 1767 года.
Пожар случился 1 (12) октября 1767 года в одиннадцатом часу пополудни за рекой Которослью в Толчковской слободе во дворе ярославского купца и депутата к слушанию проекта нового Уложения Алексея Иванова Ярославцова. По показаниям крепостных крестьян — работников этого купца, один из них — Потап Фёдоров родом из села Наумова Ярославского уезда, пошёл вечером со свечою в дубной амбар, чтобы оставить там чан и взять свою постель, после чего вместе с остальными работными людьми спал в жилом амбаре, пока всех их не разбудил дворник, сообщив о пожаре. Проснувшийся сосед Ярославцова посадский ярославец Иван Жуков увидел в окошко на дворе Ярославцова «великий огонь», вбежал на колокольню приходской церкви Иоанна Предтечи и зазвонил в колокола, созывая народ. Из-за сильного ветра огонь быстро распространялся, и, несмотря на то, что в тушении участвовало большое количество людей, в том числе присутствующие провинциальной канцелярии и магистрата и морская галерная команда с пожарными инструментами, остановить его удалось только когда несколько домов сгорело и для безопасности были разобраны у двух дворов несколько строений.
Выгорело 12 частных дворов, а именно: жилой дом и кожевенный завод Ярославцова; жилой дом и кожевенный завод местного магистратского президента Ивана Протасова и Волкова и ещё два его двора с кожевенными заводами; жилой дом и белильная и суриковая фабрика ярославских купцов Василия и Григория Колчиных; жилые дома Григория Боброва, Ивана Топленинова, Алексея Аристова, Николая Кожевникова, вдовы Дарьи Осиповой Кирпицевой, вдовы Матрёны Ивановой Дехтевой, попа Василия Васильева и Фёдора Серебрякова. Для безопасности были разломаны покои на жилом дворе романовского купца Ивана Васильева Нагавицына и всё жилое строение ярославского купца Григория Михайлова Жузгова.
На холодной каменной церкви Иоанна Предтечи полностью сгорело у 15 обитых по дереву белым железом глав деревянные основания и с них попадали и переломались все железные кресты, проломив местами железные кровли как на церкви и алтарях, так и на паперти. На тёплой каменной церкви полностью сгорели деревянные кровля и основания у двух обитых белым железом глав, пострадали деревянные всходы и святые врата, переломало железный крест. На каменной колокольне обгорели крыши и лестницы, у обитой белым железом главы сгорело основание, от «великого жару» и в результате сгорания перекладов упало три колокола, проломив свод. Внутри церквей, благодаря действиям сбежавшегося народа, никаких повреждений не было. Погорела и кузница при церкви.
При тушении и спасении имущества сгорел «безостатку» ярославский купец первой гильдии Иван Викулин и так обгорел, что и «жизнь продолжать безнадёжен» работник Большой мануфактуры Александр Оксенов. В доме Ивана Протасова едва не сгорели четверо человек. Протасов потерял большую часть своего имущества и подорвал здоровье, в связи с чем оказался не в силах продолжать свою «коммерцию» и деятельность в качестве президента магистрата.
Расследовавшей обстоятельства пожара, под контролем Ярославского магистрата и Ярославской воеводской канцелярии, Ярославской полицмейстерской конторе конкретную причину происшествия выяснить не удалось.
Пожар 1767 года вместе с крупным пожаром, произошедшем в Ярославле в следующем году, послужил окончательным предлогом к составлению нового плана города Ярославля, утверждённого императрицей Екатериной II 8 сентября 1769 года.